# Кожухова, Ольга Константиновна
О́льга Константи́новна Ко́жухова (20 июня 1922, Воронеж — 8 февраля 2007, Москва) — русская советская писательница, поэтесса, редактор.

## Биография
Родилась 20 июня 1922 года в Воронеже. С 1938 года её стихи и очерки публиковались в альманахе «Литературный Воронеж», воронежских газетах. Участница Великой Отечественной войны. Была зачислена на филологический факультет Воронежского университета без экзаменов (золотая медаль), но студенткой стать отказалась, записалась на курсы медсестёр.
В РККА с 31 августа 1941 года. Служила сначала медсестрой в 329-й стрелковой дивизии, затем по окончании курсов младших лейтенантов — в редакции армейской газеты «За правое дело». Член ВКП(б) с 1942 года. После демобилизации с отличием окончила Литературный институт имени А. М. Горького (1950). Работала заместителем редактора в молодёжном журнале «Смена», а также в приёмной СП РСФСР.
Умерла 8 февраля 2007 года в Москве. Муж — Анатолий Васильевич Никонов, советский журналист и общественный деятель.

## Творчество
Романы
- «Ранний снег» (1965)

Стихи
- «Белый камень» сборник фронтовых стихов (1945)

Повести
- «Фонарики, плывущие по реке» (1968)
- «Не бросай слов на ветер» (1963)
- «Хлеб, которым делишься» (1960)
- «Двум смертям не бывать» (1974)
- «Донник» (1975)
- «Рано утром и поздно вечером» (1979)
- «Ночные птицы» (1985)
- «Размышления после двенадцати»

## Награды и премии
- Государственная премия РСФСР имени М. Горького (1979) — за книгу «Донник»
- два ордена Отечественной войны II степени
- орден Красной Звезды
- медаль «За боевые заслуги» (1942)
- медаль «За оборону Москвы»
- медаль «За освобождение Варшавы»
- медаль «За взятие Берлина»
- медаль «За победу над Германией в Великой Отечественной войне 1941-1945 гг.»